# Hymeniacidon insutus
Hymeniacidon insutus är en svampdjursart som beskrevs av Koltun 1964. Hymeniacidon insutus ingår i släktet Hymeniacidon och familjen Halichondriidae. Inga underarter finns listade i Catalogue of Life.